# Miconia imbricata
Miconia imbricata är en tvåhjärtbladig växtart som beskrevs av Henry Allan Gleason. Miconia imbricata ingår i släktet Miconia och familjen Melastomataceae. Inga underarter finns listade i Catalogue of Life.